# Vũ Cán
Vũ Cán hay Võ Cán (1475 - ?), hiệu: Tùng Hiên; là quan Nhà Lê sơ, Nhà Mạc và là nhà thơ Việt Nam.

## Tiểu sử
Vũ Cán là người làng Mộ Trạch, huyện Đường An; nay thuộc xã Tân Hồng, huyện Bình Giang, Hải Dương.
Ông là con Vũ Quỳnh, nhà sử học thời vua Lê Thánh Tông. Khoa Nhâm Tuất (1502) đời vua Lê Hiến Tông, Vũ Cán thi đỗ Đệ nhị giáp tiến sĩ xuất thân (Hoàng giáp), được bổ chức quan.
Năm 1510 đời vua Lê Tương Dực, ông được cử đi sứ sang nhà Minh (Trung Quốc) .
Sau ông làm quan với triều Mạc, trải các chức: Thượng thư bộ Hình, Thượng thư bộ Lễ, Chưởng Hàn lâm viện, Nhập thị kinh diên, tước Lễ Độ bá.
Năm ngoài 70 tuổi, Vũ Cán về trí sĩ rồi mất nơi quê nhà.
Tư chất ông thông minh, học rộng, nhớ lâu, nổi tiếng là người có văn tài. Theo Lê Quang Bí, thì "văn chương, đức nghiệp của ông được người đời bấy giờ tôn trọng như bậc thầy". Ông là bạn thơ với Nguyễn Bỉnh Khiêm.

## Tác phẩm
Tác phẩm Vũ Cán có:
- Tùng Hiên văn tập.
- Tùng Hiên thi tập.
- Tứ lục bị lãm.

Âm hưởng chủ đạo trong thơ Vũ Cán là tinh thần lạc quan yêu đời, ung dung, yêu cuộc sống thanh bạch, tha thiết với cảnh đồng quê; tuy còn chút băn khoăn khi ra làm quan triều Mạc. Nhìn chung, lời thơ của ông giản dị, chân thực, có nhiều bài đậm chất đạo lý, gần với thơ Nguyễn Bỉnh Khiêm
. 

## Thơ Vũ Cán (trích)
Giới thiệu 1 bài:
| Phiên âm Hán-Việt: Thận độc Kỷ sở độc tri nhân bất tri, Khổng môn thùy giáo thận ư ti (tư). Tùy cư u ám ẩn vi xứ, Thường tại thao tồn tỉnh sát thì. Thành chính công phu tòng thử đắc, Trị bình hiệu nghiệm tựu trung suy. Dục cầu quân tử tu thân yếu, Đoan tại ngô tâm vô tự khi. | Dịch nghĩa: Cẩn thận khi một mình Điều chỉ riêng mình biết, người khác không thể biết, Cửa Khổng dạy phải cẩn thận ở chỗ đó. Tuy ở chốn tối tăm khuất nẻo, Phải thường xuyên giữ gìn và tự xét mình. Công phu đạt đến chỗ "thành thật, ngay thẳng", cũng từ đó mà nên, Hiệu nghiệm "trị bình" cũng suy ra từ đấy. Muốn tìm lẽ cốt yếu để người quân tử tu thân, Đầu mối ở chỗ ta không tự dối lòng. |

## Sách tham khảo
- Trần Thị Băng Thanh (chủ biên), Văn học thế kỷ XV-XVII, mục "Đặng Đề". Nhà xuất bản Khoa học Xã hội, 2004.
- Nhiều người soạn, Từ điển bách khoa Việt Nam (mục từ: "Vũ Cán", bản điện tử)
- Nguyễn Q. Thắng và Nguyễn Bá Thế, Từ điển nhân vật lịch sử Việt Nam, mục từ: "Võ Cán". Nhà xuất bản Khoa học xã hội, Hà Nội, 1992.